# Артукіди

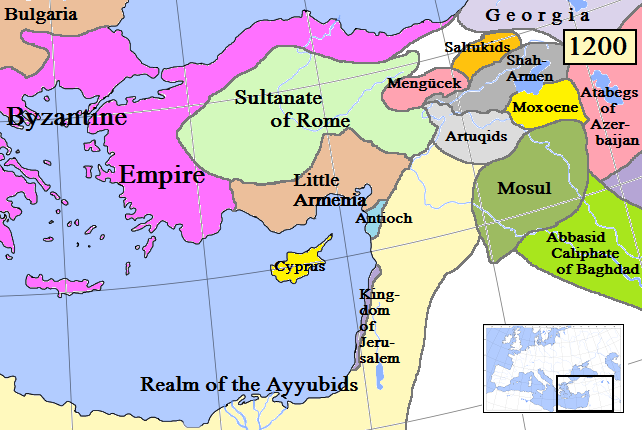
Мапа держав в Анатолії на 1200 рік

Артукіди — тюркська династія, що у XII — XV століттях правила у Західній Вірменії, північній Сирії та північному Іраку. Дві головні гілки династії Артукідів керували з Хісн Кайфа (нині — Хасанкейф) у 1098–1232 роках та з Мардіна між 1107 та 1186 роками (до 1409 року представники династії Артукідів були васалами), третя гілка династії Артукідів мала за резиденцію Харпуту (нині — Елязиг), зберігаючи незалежність з 1185 до 1234 року.

## Історія
Династія Артукідів була заснована Артуком ібн Зксебом — вождем огузького племені догер і воєначальником за сельджуцького султана Малік-шаха I. 1086 року дамаський емір Тутуш I призначив Артука на пост намісника Єрусалима, але Артук помер 1091 року, а його сини (Сокмен та Іль-Газі) спадкували батькові.
1098 року Єрусалим був захоплений єгипетськими Фатімідами, а Сокмен та Іль-Газі втекли на північ сучасного Іраку, потім переселились у Діярбакир. Того ж року Сокмен захопив провінцію Мардін, 1102 року — Хісн Кайф, а 1112 — й Харпут. У той же час Іль-Газі поступив на службу до султана сельджуків Мухаммеда I.
1104 року у битві при Харрані Сокмен розгромив хрестоносців. 1117 року халебські жителі покликали Іль-Газі стати їхнім еміром. 1119 емір Іль-Газі переміг антіохського регента Рожера у битві при Атарібі, але невдовзі Іль-Газі зазнав поразки від єрусалимського короля Балдуїна II у битві при Даніті.
1121 року Іль-Газі за допомогою еміра Хилли здійснив похід до Грузії, але зазнав поразки: його армія була розбита грузинами у битві під Дідгорі. 1122 року Іль-Газі помер.
1124 син Іль-Газі — Темюр-Таш втратив Халеб, який перейшов до Зангідів. Після цього розпочався політичний занепад династії Артукідів. Кара-Арслан (онук Сокмена) вступив навіть у союз з хрестоносцями проти Зангідів.
Син Кари-Арслана — Мухаммед вступив у союз з єгипетським султаном Салах ад-Діном проти румського султана Килич-Арслана II, незважаючи на те, що останній був одружений з його дочкою. За союзницьку відданість 1183 року Салах ад-Дін передав Амід (нині Діярбакир) в управління Мухаммеду, який переніс туди свою резиденцію.
1232 року представники єгипетської гілки династії Аюбідів захопили Хасанкейф, а 1234 до Румського султанату відійшов Харпут.
Гілка у Мардіні тривалий час була васалом спочатку єгипетських Аюбідів, потім Румського султанату, монгольських Хулагуїдів, та, зрештою, Тимуридів. Потім туркмени Кара-Коюнлу захопили Мардін, що призвело до кінця династії Артукідів 1409 року.

## Список правителів з династії Артукідів

### Правителі Хисн Кайфа (Хасанкейфа) (з 1098) й Аміда (Дійабакра) (з 1183)
- Муїн ад-дін Сокмен I (1098—1105)
- Рукн ад-Даула Дауд ібн Сокмен (1105—1107)
- Ібрагім ібн Сокмен (1107—1109)
- Рукн ад-Даула Дауд ібн Сокмен (1109—1144)
- Фахр ад-дін Кара-Арслан ібн Дауд (1144—1167)
- Мухаммед ібн Кара-Арслан (1167—1185)
- Сокмен II ібн Мухаммед (1185—1201)
- Насір ад-дін Махмуд ібн Мухаммед (1201—1222)
- Рукн ад-дін Маудуд ібн Махмуд (1222—1232)
- Масуд ібн Махмуд (1232).

1232 року Амід і Хісн Кайфа були завойовані єгипетським султаном ал-Камілом.

### Правителі Мардіна (1105—1408) та Майафарікіна (1118—1185)
- Ібрагім ібн Сокмен (1105—1107)
- Іль-Газі I Наджм ад-дін (1107—1122)
- Темюр-таш Хусам ад-дін (1122—1152)
- Сулейман Шамс ад-даула (1122—1129
- Алпи Наджм ад-дін (1152—1176)
- Іль-Газі II Кутб ад-дін (1176—1184)
- Юлюк-Арслан Хусам ад-дін (1184—1201)
- Артук-Арслан Насір ад-дін (1201—1239)
- Газі I Наджм ад-дін (1239—1260)
- Кара-Арслан ал-Музаффар (1260—1292)
- Дауд Шамс ад-дін (1292—1294)
- Газі II Наджм ад-дін (1294—1312)
- Алі Алпи Имад ад-дін (1312)
- Саліх Шамс ад-дін (1312—1364)
- Ахмад ал-Мансур (1364—1368)
- Махмуд ас-Саліх (1368)
- Дауд ал-Музаффар (1368—1376)
- Іса аз-Захір Надж ад-дін (1376—1406)
- Ас-Саліх Сіхаб ад-дін Ахмед (1406—1408)

1185 Майафарікін перейшов до Салах ад-Діна. Ас-Саліх 1408 року здав Мардін Кара-Коюнлу, натомість отримав Масул, де правив до самої смерті 1411 року.

### ПравителіХарпута(1185—1234)
- Абу Бакр Імад ад-дін ібн Фахр ад-дін Кара-Арслан ібн Дауд (1185—1204)
- Ібрагім Нізам ад-дін ібн Абу Бакр (1204—1223)
- Нізам ад-дін ібн Ібрагім (1223—1224)
- Ахмад Хідр Ізз ад-дін ібн Ібрагім (1224—1234)
- Артук-шах Нур ад-дін ібн Ахмад (1234)

1234 року були завойовані сельджуками Руму.